# Syd Matters
Syd Matters ist ein zu Beginn der 2000er Jahre ins Leben gerufenes Musikprojekt aus Frankreich, welches seit 2008 als fünfköpfige Musikgruppe fungiert. Die Band ist dem Indie-Rock bzw. dem Folk-Pop zuzuordnen.

## Geschichte
Anfang der 2000er Jahre gründete der 1980 in Paris geborene Singer-Songwriter Jonathan Morali, welcher zur Zeit der Gründung noch Student am Sarah Lawrence College war, Syd Matters als Solo-Musikprojekt und begann auf lokaler Ebene Konzerte zu geben. Schnell wurde das Projekt von Third Side Records unter Vertrag genommen.
Im Jahr 2003 erschien mit A Whisper and a Sigh das Debütalbum. Dieses Album stieg auf Platz 115 in den nationalen Albumcharts ein. Zwei Jahre später folgte mit Someday We Will Foresee Obstacles das zweite Studioalbum, welches sich ebenfalls in den Charts platzieren konnte. Die Lieder Obstacles und To All of You wurden in den offiziellen Soundtrack des im Jahre 2015 veröffentlichten Adventurespiels Life Is Strange hinzugefügt. Außerdem zeigte sich Morali für den Score des kompletten Soundtracks verantwortlich. 2008 wurde Someday We Will Foresee Obstacles zusammen mit A Whisper and a Sigh über V2 Records für den amerikanischen Markt als Doppelalbum neu aufgelegt.
Seit 2008 sind vier weitere Musiker fest bei Syd Matters integriert, sodass diese seither als komplette Band fungiert. Im Januar 2008 erschien mit Ghost Days das dritte, zwei Jahre später folgte mit Brotherocean das vierte Album von Syd Matters, welche ebenfalls Einstiege in den französischen Charts schafften. Die beiden Alben erschienen über die Plattenfirma Because Music.

## Diskografie

### Alben
| Jahr | Titel                             | Höchstplatzierung, Gesamtwochen, AuszeichnungChartsChartplatzierungen (Jahr, Titel, Platzierungen, Wochen, Auszeichnungen, Anmerkungen) | Anmerkungen                                                                                              |
| Jahr | Titel                             | FR | Anmerkungen                                                                                              |
| ---- | --------------------------------- | --- | --- |
| 2003 | A Whisper and a Sigh              | FR115 (4 Wo.)FR | Third Side Records                                                                                       |
| 2005 | Someday We Will Foresee Obstacles | FR73 (7 Wo.)FR | Third Side Records, 2008 zusammen mit A Whisper and a Sigh als Syd Matters über V2 Records neu aufgelegt |
| 2008 | Ghost Days                        | FR42 (6 Wo.)FR | Because Music                                                                                            |
| 2010 | Brotherocean                      | FR35 (8 Wo.)FR | Because Music                                                                                            |

### Singles
| Jahr | Titel                | Höchstplatzierung, Gesamtwochen, AuszeichnungChartsChartplatzierungen (Jahr, Titel, Platzierungen, Wochen, Auszeichnungen, Anmerkungen) | Anmerkungen |
| Jahr | Titel                | FR | Anmerkungen |
| ---- | -------------------- | --- | ----------- |
| 2010 | Hi Life Brotherocean | FR59 (11 Wo.)FR |             |